# Charlotte Diede
Charlotte Diede (* 12. Mai 1769 als Charlotte Hildebrand in Lüdenhausen; † 16. Juli 1846 in Kassel) war die Brieffreundin von Wilhelm von Humboldt.

## Leben
Charlotte Diede war die Tochter des Lüdenhausener Pfarrers und Superintendenten Friedrich Ernst Hildebrand (* 1725, † 1800) und seiner Ehefrau (geborene Falckmann, † 1787). 1788 lernte sie in Pyrmont Wilhelm von Humboldt während einer Badekur kennen. Die Begegnung mit von Humboldt (* 1767, † 1835) schilderte sie später mit bewegenden Worten:

„Wir lernten uns in früher Jugend im Jahe 1788 in Pyrmont kennen, wohin Herr von Humboldt, der in Göttingen studierte, von dort kam und wohin ich, nur wenige Jahre jünger, meinen Vater begleitete, der alljährlich ein Bad besuchte. Wier wohnten in einem Haus, waren Tischnachbarn an der Wirtstafel und lebten in Gesellschaft meines Vaters drei glückliche Jugendtage von früh bis spät als unzertrennlich Spaziergänger in Pyrmonts Alleen und reizenden Tälern. Wir hatten uns so viel zu sagen! so viele Ansichten und Meinungen mitzuteilen! so viele Ideen auszutauschen! wir wurden nicht fertig. Wie leise diese oder jene Saite angeschlagen wurde, sie fand den tiefsten Anklang. Es war die letzte Epoche einer schönen, blüten- und hoffnungsreichen, poetischen Zeit, worin ein Teil der Jugend ideal und begeistert lebte, während der andre wie heute im Realismus prosaisch fortschritt. Wir gehörten beide zu den ersten … Mein neuer junger Freund hatte auf mich einen tiefen, vorher nicht gekannten, nie in mir erloschenen Eindruck gemacht, der gesondert von anderen Empfindungen, in sich geheiligt wie ein geheimnisvoller Faden durch alle folgenden Verhältnisse meines Lebens ungesehen lief und fest in mir verborgen blieb, den ich immer gesegnet und als eine gütige Fügung der Vorsehung angesehen habe … Ich fühlte mich unendlich bereichert im Inneren, und meine Seele war mehr noch als vorher aufs Ernste gerichtet. Manches, was wir besprochen hatten, beschäftigte mich noch lange, und’das Gefühl fürs Wahre, gute und Schöne’ wurde klarer und stärker in mir.“

Von Humboldt übergab ihr zum Abschied am 20. Juli 1788 ein Stammbuchblatt, welches als Facsimile noch erhalten ist. Nach diesen Tagen hatten beide über viele Jahre hinweg keinerlei Kontakt mehr. Später trafen sie sich noch zweimal, 1819 in Frankfurt am Main und 1828 in Kassel. Ein dauerhaftes Zusammenleben mit Charlotte, und sei auch als seine Gouvernante, sein Dienstmädchen oder seine Pflegerin, hat Humboldt nicht gewünscht.
1789 ging sie eine Ehe mit dem Obergerichtsprokurator Rudolf Wilhelm Diede († 1840) in Kassel ein, die jedoch schon nach drei Jahren wieder getrennt wurde.
Nachdem sie infolge der Kriegsunruhen durch Napoléon Bonaparte ihr angelegtes Geldvermögen verloren hatte, begann Charlotte Diede mit der gewerbsmäßigen Herstellung von künstlichen Blumen und Ballgarnituren („Ihren künstlichen Beschäftigungen“ – „Kunstarbeit“ – „Fabrication künstlicher Blumen“ im Sinne einer „arbeitenden Beschäftigung“). 1814 wandte sie sich an Humboldt um Rat und Hilfe. Humboldt wohnte damals als preußischer Minister dem Wiener Kongress bei. Er unterstützte sie finanziell (mit fünf Friedrich d’or pro Quartal) und blieb mit ihr bis zu seinem Tod in Briefkontakt. Später gewährte ihr der König von Preußen eine Pension.
Humboldts klassische Briefe an sie wurden nach ihrem Tod von Therese von Bacheracht 1847 unter dem Titel Briefe an eine Freundin veröffentlicht. Außerdem erschienen noch die Briefe von Charlotte Diede, der Freundin Wilhelm von Humboldts, an Karl Schulz (Leipzig 1883), den Bruder von Humboldts Sekretär.

## Ehrung
- Nach ihr wurde der Charlotte-Diede-Weg in Kalletal benannt.